# Niphobleta
Niphobleta is een geslacht van kevers uit de familie bladsprietkevers (Scarabaeidae). Het geslacht werd voor het eerst wetenschappelijk beschreven in 1880 door Kraatz.

## Soorten
- Niphobleta buettneri Kolbe, 1892
- Niphobleta dominula Kraatz, 1880
- Niphobleta niveosparsa Kraatz, 1880
- Niphobleta squamipes Gerstaecker, 1882
- Niphobleta variegata Moser, 1907